# 作業療法
作業療法（さぎょうりょうほう、英: Occupational therapy）とは、人々の健康と幸福を促進するために、医療、保健、福祉、教育、職業などの領域で行われる、作業に焦点を当てた治療、指導、援助である。

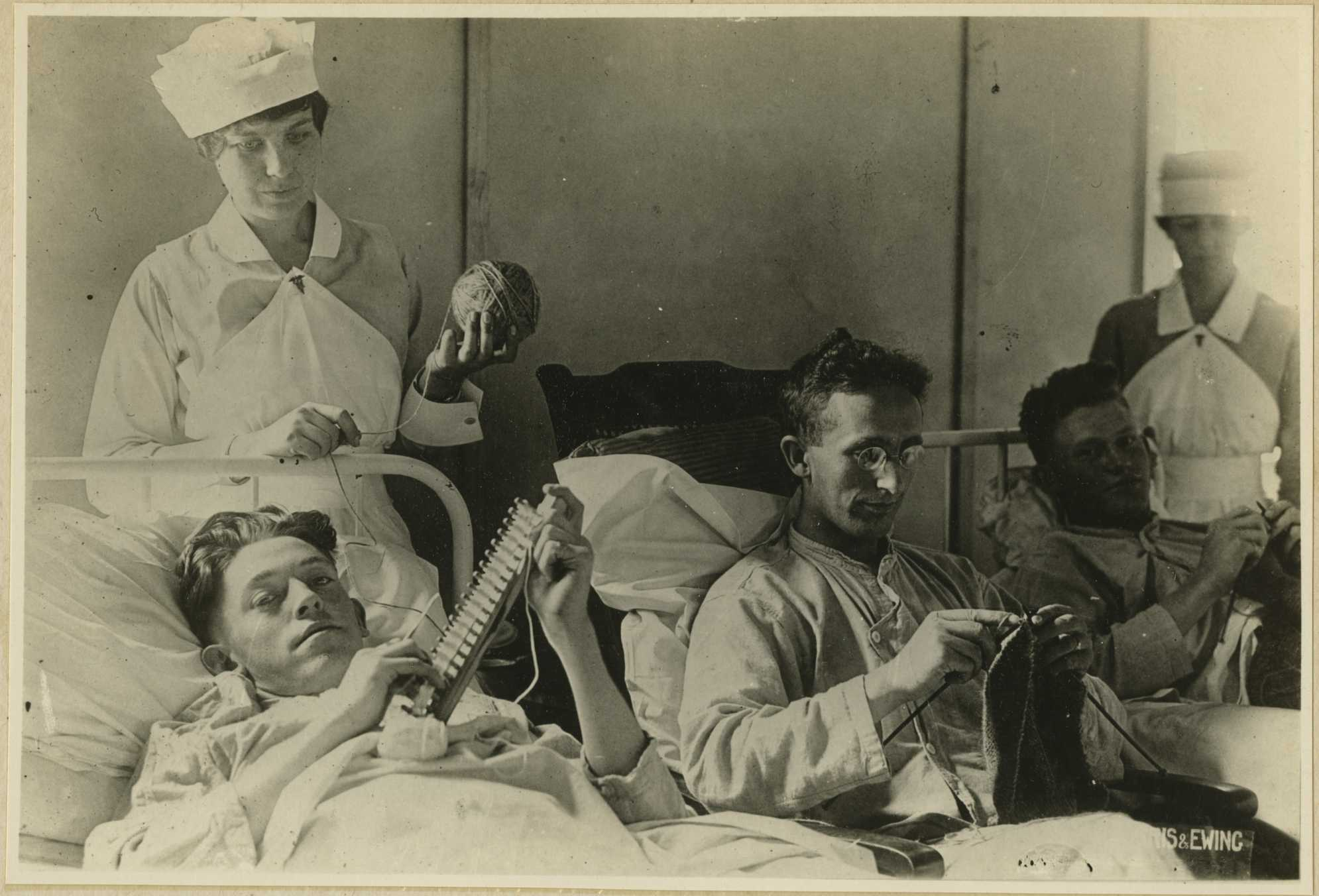
第一次世界大戦中の作業療法：寝たきりの負傷者が編み物をしている

## 概要
理学療法士及び作業療法士法では、身体又は精神の障害に対し、応用的動作能力又は社会的適応能力の回復を図るため、手芸、工作、（折り紙、木工、陶芸、編み物、アイロンビーズなど）、芸術（音楽、絵画、塗り絵、書道、俳句、スクラッチボードなど）、遊び（トランプ、将棋、リバーシ、パズル、健身球など）やスポーツ（散歩、体操、ゲートボール、ダンスなど）などの「創作活動やレクリエーション」、日常動作（食事、料理、掃除、読書など）である「生活活動」などの「行為（作業）」を行わせることを作業療法の定義としている。
一般社団法人日本作業療法士協会では、作業療法を「作業療法は、人々の健康と幸福を促進するために、医療、保健、福祉、教育、職業などの領域で行われる、作業に焦点を当てた治療、指導、援助である。作業とは、対象となる人々にとって目的や価値を持つ生活行為を指す」と定義している。
デイケアと比べると集団生活が苦手な障害者が利用を勧められる傾向にある。また、入院中の娯楽として作業療法が機能する面もある。実態としては朝起きて作業療法に通い、生活リズムを整えることに主眼を置き、作業療法室で漫画や映画、インターネットを鑑賞してゆっくり過ごす患者も少なくない。
高次脳機能のうち言語能力は言語療法の対象となる。
- 作業療法は、作業をできるようにすることで人々の健康状態と幸福感の改善をもたらす。
- 作業には仕事、遊び、日課、休息が含まれる。
- 作業ができるとは、人々が仕事を適切にやり遂げられる、心楽しく遊ぶことができる、日々の生活習慣を整えられる、上手に休養することができる、という意味である。
- 作業療法の基本目標は、人々が日常の作業をできるようにすることである。
- 作業療法士の仕事は、作業ができるようクライエントの能力を強化したり、環境を整えることである。
- 作業療法の効果は、クライエントが作業できるようになったかどうかで判断される。

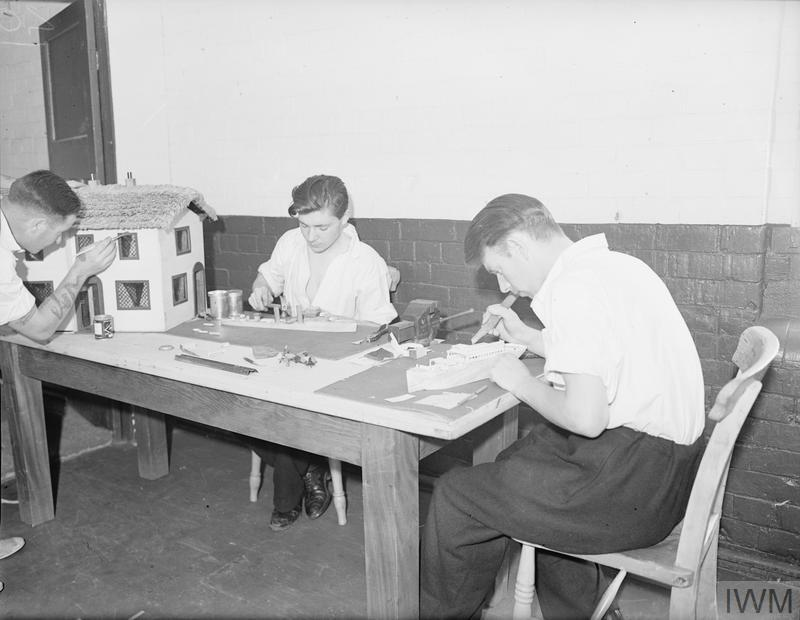
ドールハウス作り
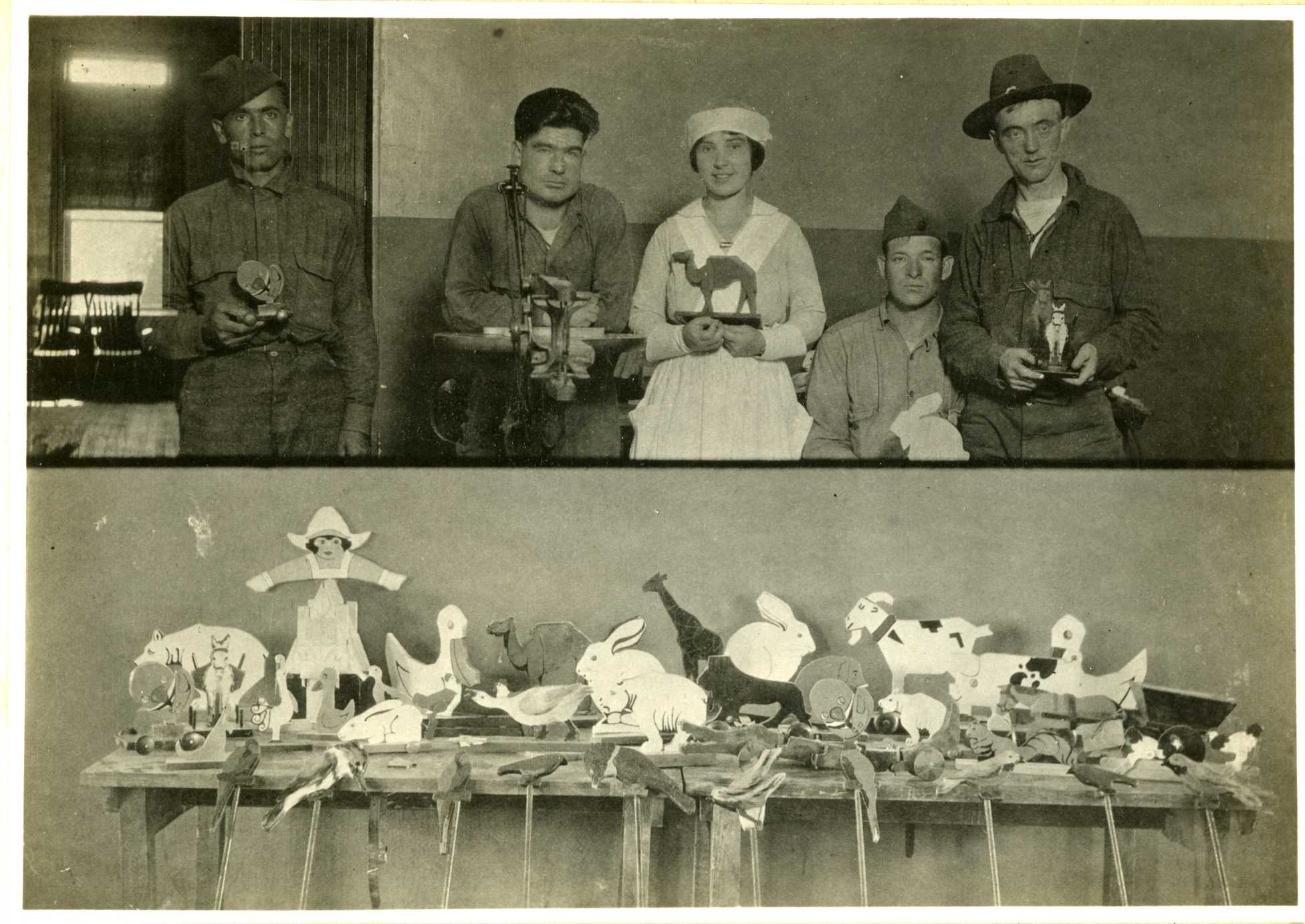
おもちゃ作り
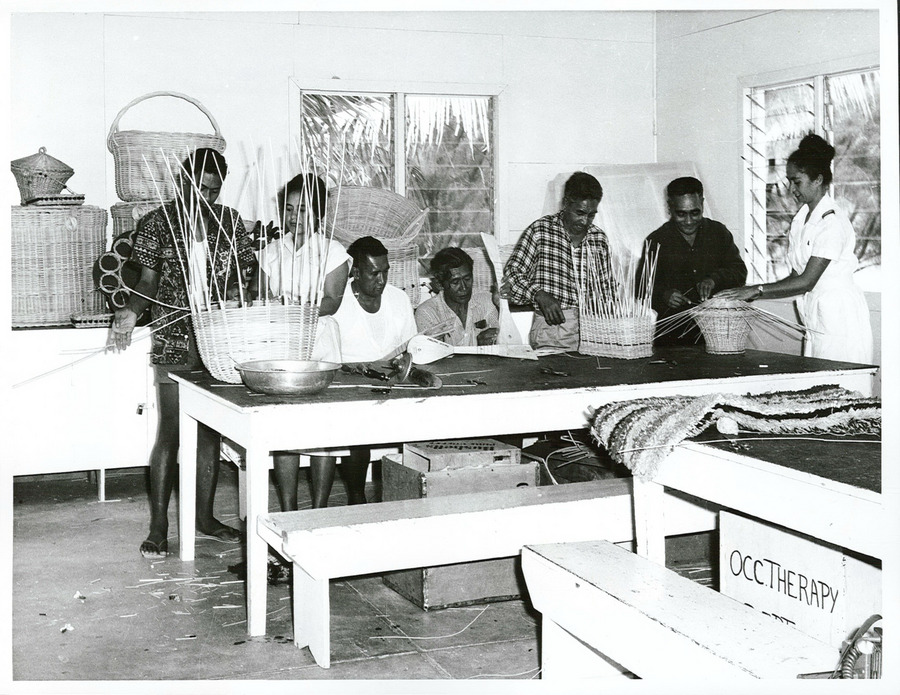
サトウキビのかご作りとウクレレ作り
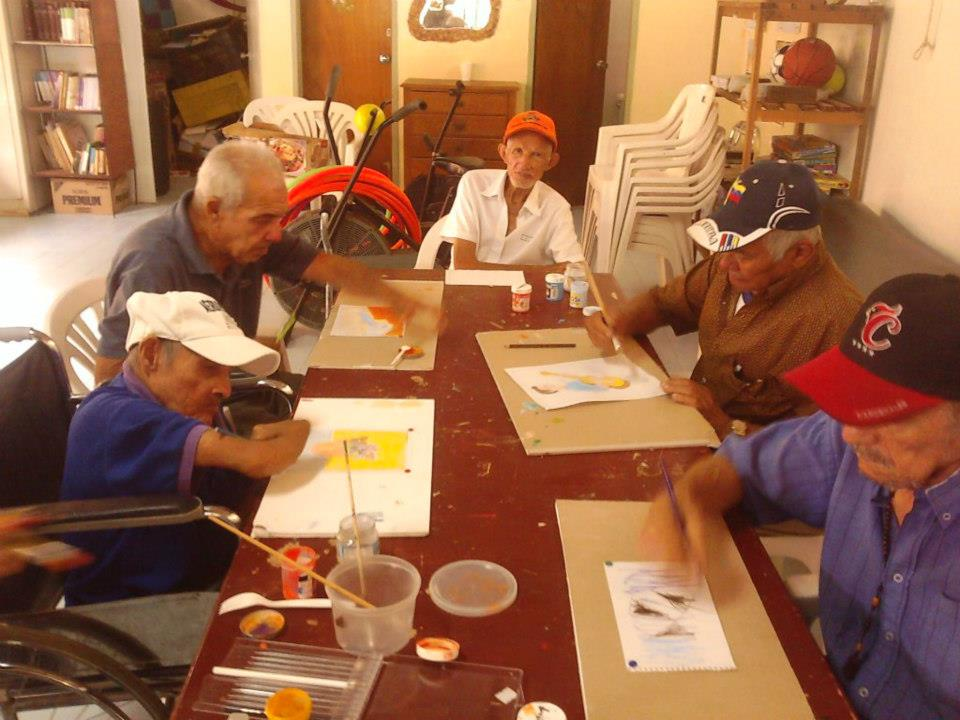
絵画による作業療法
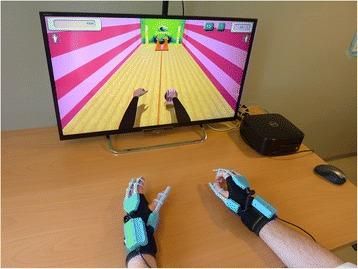
上肢麻痺患者へのバーチャルリアリティによるトレーニングシステム

## 作業療法の基礎学問
- 作業科学
- 作業学

## 作業療法の理論的基盤
- 作業行動理論
- 人間作業モデル（ドイツ語版）
- カナダ作業遂行モデル（英語版）

- 人間-作業-環境モデル
- 山根新モデル：IMMD
- 感覚統合理論

など

## 作業療法の効果判定で使用される主たる道具
- 作業に関する自己評価改訂版
- 運動と処理技能評価
- 社会交流評価
- 意志質問紙
- 作業遂行歴面接第二版
- カナダ作業遂行測定

など

## 日本の作業療法の歴史
- 1963年 - 作業療法士養成校設立。
- 1965年1月 - 精神科作業療法協会（現：NPO法人POTA）が設立される。
- 1965年6月 - 理学療法士及び作業療法士法制定。
- 1966年 - 第一回国家試験。日本作業療法士協会設立。
- 1972年 - 日本作業療法士協会が世界作業療法士連盟に加盟。
- 1974年 - 身体障害作業療法と精神障害作業療法に診療報酬点数化。
- 1979年 - 文部省管轄による養成課程開始。
- 1992年 - 四年制大学における養成課程開始。
- 1996年 - 作業療法学のための修士課程設置。
- 1998年 - 作業療法学のための博士課程設置。

## 世界の作業療法の歴史
- 紀元前4世紀-3世紀（ギリシャ）- ヒポクラテスがクライエント（当時は患者と呼んだ）の回復のために作業を行わせた。
- 1世紀（ギリシャ）- ガレノスが「仕事は天然の医師なり」と言い、作業を治療に活用した
- 18世紀後半（フランス）- ピネルが道徳療法という名のもとで、精神科治療のために作業を用いた。
- 18世紀後半（アメリカ）- ラッシュがアメリカで作業療法をはじめて導入した。
- 19世紀前半（イギリス）- テュークが精神科治療のために作業療法（当時は仕事療法と道徳療法と呼称）の重要性を強調した。
- 1916年（日本）- 呉秀三が日本に作業療法をはじめて導入した。
- 1917年（アメリカ）- バートンがアメリカで作業療法の協会を設立した。
- 1946年（日本）- 水野祥太郎が身体障害者公共職業補導所で作業の評価と指導を開始した。
- 1952年（世界）- 国際作業療法士連盟が設立された。

## 作業療法の日
- 毎年9月25日を作業療法の日としている[1]。